# عزلة بني عون (تعز)

تعديل مصدري - تعديل

عزلة بني عون هي إحدى عزل مديرية شرعب السلام في محافظة تعز اليمنية ويبلغ تعداد سكانها 4175 نسمة حسب التعداد السكاني في اليمن لعام 2004.

## روابط خارجية
- الجهاز المركزي للإحصاء بالجمهورية اليمنية
- المركز الوطني للمعلومات باليمن
- World Gazetteer:Yemen
- الدليل الشامل